# Pomnik partyzancki w Karwinie
Pomnik partyzancki – pomnik upamiętniający partyzantów Puszczy Noteckiej zlokalizowany we wsi Karwin w gminie Drezdenko. 
Pomnik stoi w pobliżu zabytkowego, szachulcowego kościoła Podwyższenia Krzyża Świętego. Składa się z pionowej, ściętej w formie fali steli kamiennej z tekstem, po bokach której umieszczono dwie figury z drewna przedstawiające partyzantów: po lewej klęczącego z bronią, po prawej stojącego z lornetką. Monument upamiętnia akcję dokonaną 14 października 1944. Uderzono wówczas na silnie obsadzoną leśniczówkę (siedzibę nadleśnictwa) w Karwinie i zdobyto dwanaście sztuk broni oraz amunicję. Była to jedna z wielu akcji partyzanckich w tym rejonie - pomnik upamiętnia nie tylko tę akcję, ale też w ogóle czyn partyzancki na terenie Puszczy Noteckiej. Świadczy o tym wyryty napis: Wszystkim Bohaterom działającym na terenie Puszczy Noteckiej w latach 1941–1945. Akcję przeprowadził oddział Armii Krajowej Mur pod dowództwem Edmunda Marona - Marwicza/Mura (Obwód AK Czarnków – Czerep/Czułkowce). Partyzanci byli przebrani w mundury niemieckie, posługiwali się też językiem niemieckim, co miało chronić miejscową ludność przed odwetem nazistów (puszcza pełna była wówczas niemieckich dezerterów).
Obiekt odsłonięto w 2014, a inicjatorami jego powstania byli mieszkańcy i władze gminy Drezdenko, Nadleśnictwo Karwin, a także rodziny żołnierzy AK. Na tablicy wyryte są następujące nazwiska partyzantów:
- Paweł Gapski,
- Józef Grześ,
- Teofil Kokot,
- Józef Maćkowski,
- Edmund Maron,
- Joachim Mumot,
- Stanisław Staszek,
- Stanisław Szymański,
- nieznany żołnierz z Drawska[2].